# Munatia
Munatia is een geslacht van rechtvleugeligen uit de familie Romaleidae. De wetenschappelijke naam van dit geslacht is voor het eerst geldig gepubliceerd in 1875 door Stål.

## Soorten
Het geslacht Munatia omvat de volgende soorten:
- Munatia biolleyi Carl, 1916
- Munatia punctata Stål, 1875